# Mohamed Morsi
Muḥammad Mursī ʿĪsā al-ʿAyyāṭ (in arabo محمّد مرسى عيسى العياط‎?; El-Adwah, 8 agosto 1951 – Il Cairo, 17 giugno 2019) è stato un politico egiziano, del Partito Libertà e Giustizia (il partito dei Fratelli Musulmani).
Ingegnere chimico con una laurea all'Università del Cairo (1975), un master (1978) e un PhD alla University of Southern California (1982), ha operato alla California State University - Northridge, dal 1982 al 1985, anno in cui è tornato in Egitto.
È divenuto presidente a seguito delle elezioni presidenziali del 2012 ed è stato il primo e unico ad assumere tale carica con elezioni democratiche; è rimasto in carica per circa un anno, fino al 3 luglio 2013, quando venne deposto da un colpo di Stato militare.

## Carriera politica
È stato membro del Parlamento egiziano dal 2000 al 2005 dove interpretava la linea politica dell'organizzazione di cui faceva parte: quella dei Fratelli Musulmani. In quegli anni denunciò anche il governo per aver permesso la circolazione di riviste con copertine di nudi e la trasmissione in televisione di scene che considerava «immorali». Denunciò anche i concorsi di Miss Egitto come contrari alle «norme sociali, alla Shari'a e alla Costituzione».

## Presidente dell'Egitto (2012-2013)
Il 24 giugno 2012 la Commissione elettorale ha proclamato Mohamed Morsi, candidato dei Fratelli Musulmani, vincitore delle elezioni presidenziali: Morsi ha vinto con 13 230 131 voti pari al 51% contro i 12 347 038 voti di Ahmed Shafiq (48%), ultimo Primo ministro di Mubārak.
Il suo obiettivo programmatico è quello di ricostruire l'Egitto e ridare dignità agli egiziani in uno Stato "non teocratico", ma che facesse riferimento diretto alla Sharīʿa, ossia la legge coranica. Nel programma figurava anche l'impegno di concedere spazio alle donne nella società egiziana e di rimuovere gli ostacoli per la loro partecipazione alla sfera pubblica, proteggendole da qualsiasi discriminazione.
In agosto ha nominato tra i suoi quattro assistenti un copto di sentimenti "liberali", Samīr Murqūs, responsabile per la "Transizione democratica" e una donna, la prof.ssa Pakinam al-Sharqāwī, della facoltà di scienze politiche dell'Università del Cairo, chiamata a condurre il Dipartimento per gli affari politici. Gli altri due assistenti fanno parte dello schieramento politico-religioso cui il presidente stesso appartiene. Ha poi nominato suo vicepresidente il magistrato Maḥmūd Makkī, anch'egli dunque non militare, che era stato vicepresidente della corte di cassazione egiziana (in arabo محكمه النقض‎?, Maḥkamat al-naqṣ) e fratello di Aḥmad Makkī, ministro della Giustizia del governo di Hisham Muhammad Qandil.
Pochi giorni dopo aver svolto, nella seconda metà di novembre 2012, una positiva azione d'intermediazione tra Ḥamās ed Israele per il conflitto esploso a Gaza ("operazione Colonna di nuvole" secondo Israele e "operazione Ḥijārat sajīl" secondo Ḥamās), Morsī si è attribuito, con decreto, amplissimi poteri anche nel campo del potere giudiziario. Il fine ufficiale di Morsi sarebbe quello di rendere non impugnabili i suoi decreti presidenziali per evitare possibili rallentamenti all'attività dell'Assemblea Costituente incaricata di redigere una nuova Costituzione. Il decreto richiedeva anche un nuovo processo da intentare agli imputati dell'era Mubārak cui era stata addebitata l'uccisione di manifestanti ma che poi erano stati assolti, ed estendeva il mandato dell'Assemblea Costituente di due mesi. Inoltre, la dichiarazione autorizzava Morsī a prendere, senza ulteriori specificazioni, tutte le misure necessarie per "proteggere" la rivoluzione.
La disastrosa situazione economica - che risentiva pesantemente del crollo del settore turistico (la seconda fonte di introiti dello Stato egiziano dopo i noli derivanti dal canale di Suez e prima della vendita dei suoi idrocarburi) - fu accompagnata da un quanto mai imprudente allontanamento il 12 agosto 2012 dalla carica di Ministro della difesa e della produzione militare del mushīr Moḥammed Ḥoseyn Ṭanṭāwī, già Presidente provvisorio della Repubblica, a favore del gen. ʿAbd al-Fattāḥ al-Sīsī. Tutto ciò (assieme al proclamato intento che nella Costituzione egiziana fossero accolti elementi favorevoli alla parziale introduzione di norme ispirate alla Shari'a, fino ad allora indicata solo come "fonte d'ispirazione" del diritto) contribuì a scatenare una vivacissima reazione di piazza delle opposizioni, esasperate dalle crescenti e irrisolte difficoltà economiche e dalla strisciante islamizzazione in un Paese che conta circa il 10% della popolazione di religione cristiana copta.
Al contrasto dei manifestanti scesi in piazza Tahrir e in varie altre località del Paese, gli oppositori più esacerbati hanno replicato dando fuoco ad alcune sedi dei Fratelli Musulmani. Contemporaneamente la magistratura egiziana proclamava uno sciopero di protesta contro quello che definiva "un golpe bianco" del presidente della repubblica.
La sua destituzione da parte delle forze armate, seguita a un ultimatum di appena 48 ore affinché egli assumesse i provvedimenti necessari a risolvere la catastrofica crisi economica, fu sancita dal parere favorevole del leader dell'opposizione laica Mohamed El Baradei, dallo sceicco di al-Azhar Aḥmad Muḥammad Aḥmad al-Ṭayyib e da papa Teodoro II di Alessandria, capo della Chiesa copta d'Egitto, alla cui intronizzazione, il 18 novembre del 2012, nella cattedrale del quartiere cairota di al-ʿAbbāsiyya, Morsī non aveva voluto assistere, al contrario del suo Primo ministro Hishām Qandīl.
Il 3 luglio 2013, dopo il colpo di Stato perpetrato dal ministro della difesa, il generale ʿAbd al-Fattāḥ al-Sīsī, Morsi fu posto quindi agli arresti domiciliari, a poco più di un anno dalla sua elezione, con l'imputazione di istigazione alla violenza e spionaggio. Il suo processo fu fissato inizialmente per il 4 novembre dello stesso anno.
Il 29 gennaio 2014 Morsi ha dovuto affrontare un secondo processo sotto l'imputazione di evasione dalla prigione di Wadi al-Natrūn in cui era stato detenuto nel corso della rivoluzione egiziana del 2011, per aver cospirato in combutta con gruppi militanti stranieri, inclusi Hezbollah e Hamas, e per aver provocato una gravissima situazione d'instabilità nel Paese. Il processo è stato posposto di un mese.
Il 16 maggio 2015 viene condannato a morte dal tribunale penale del Cairo con l'accusa di aver organizzato l'evasione dal carcere dei vertici della Fratellanza Musulmana nel 2011. Tale condanna è stata annullata il 14 novembre 2016 e il processo è stato dichiarato da rifare.
Muore per arresto cardiaco il 17 giugno 2019 in tribunale durante un'udienza del processo a suo carico: era affetto da diabete di tipo 1.